# Ашкельдино
Ашкельдино —опустевшая деревня в Тонкинском районе Нижегородской области. Входит в сельское поселение Большесодомовский сельсовет.

## География
Находится на правом берегу реки Уста на расстоянии примерно 10 километров по прямой на юго-запад от районного центра поселка Тонкино.

## История
Известно, что в период коллективизации здесь был создан колхоз «Свободный Труженик». По состоянию на 2020 год опустела.

## Население
Постоянное население  составляло 21 человек (русские 100%) в 2002 году,4 в 2010 .